# Nilgiri pityer
A nilgiri pityer (Anthus nilghiriensis) a madarak osztályának verébalakúak (Passeriformes)  rendjébe és a billegetőfélék (Motacillidae) családjába tartozó faj.
A magyar név forrással nincs megerősítve, lehet, hogy az angol név tükörfordítása (Nilgiri Pipit).

## Előfordulása
India déli területén honos.

## Megjelenése
Testhossza 17 centiméter.